# Chi Mai
Chi Mai (littéralement « qui donc » en italien) est une musique instrumentale composée par Ennio Morricone en 1971 pour le film italien Maddalena.
Après avoir été utilisé dans Maddalena, le morceau est repris dans Le Professionnel en 1981, dans les séries télévisées An Englishman's Castle (en) (1978) et The Life and Times of David Lloyd George (1981) ; et dans des publicités pour Royal Canin en 1986 et 1991. Il est également utilisé en 2002 pour le film Astérix et Obélix : Mission Cléopâtre pour parodier la publicité Royal Canin de 1984. La musique est aussi reprise par Maryse en 1982 dans sa chanson Mal de toi.
Régine en avait enregistré une adaptation dès 1971 Dis-moi qui, sur des paroles de Boris Bergman. Cette version est restée inédite jusqu’à la sortie de l’intégrale de la chanteuse en 2019.
Chi Mai connut un grand succès en France, atteignant la deuxième place des ventes durant l'hiver 1981/1982 et s'écoulant à plus de 900 000 exemplaires. Elle a été certifiée disque d'or.
C'est sur cette musique, interprétée par les musiciens de la Garde républicaine, que la dépouille de Jean-Paul Belmondo, qui avait joué dans Le Professionnel, quitte la cour de l'hôtel des Invalides lors de l'hommage national de la France rendu à l'acteur le 9 septembre 2021.

## Classement et certification
| Classement (1981-1982)         | Meilleure position |
| ------------------------------ | ------------------ |
| Autriche (Ö3 Austria Top 40)   | 4                  |
| Nouvelle-Zélande (RMNZ)        | 11                 |
| France (SNEP)                  | 2                  |
| Royaume-Uni (UK Singles Chart) | 2                  |
| Suisse (Schweizer Hitparade)   | 2                  |

| Classement (1981) | Meilleure position |
| ----------------- | ------------------ |
| France (SNEP)     | 11                 |

| Pays              | Certification | Date         | Ventes  |
| ----------------- | ------------- | ------------ | ------- |
| France (SNEP)     | Or            | 1981         | 900 000 |
| Royaume-Uni (BPI) | Or            | 1er mai 1981 | 500 000 |